# Le Film d’art
Le Film d’art (z fr. film artystyczny) – francuska wytwórnia filmowa powstała w 1908 roku przez Paula Laffitte, dała początek tzw. „filmowi artystycznemu”, który to ruch postulował oparcie filmu na literaturze ambitnej, tworzenie adaptacji scenicznych i powieściowych. Był to pierwszy przypadek wykorzystania literatury w nowym medium jakim był film. Po krótkim okresie popularności wytwórnia straciła zainteresowanie publiczności.

## Historia
W 1908 roku, na prośbę członków Comédie-Française, bracia Lafitte założyli spółkę Le Film d’art. Spółka miała zajmować się produkcją filmową dotyczącą scen historycznych, mitologicznych i teatralnych. Filmy miały opierać się na adaptacjach prawdziwych i uznanych przedstawień teatralnych. Głównym celem powołania tej spółki było poszerzenie szeregów publiczności kinowej (dotąd dość ludowej) o warstwy bardziej wykształcone. Kino padło ofiarą opinii sztuki jarmarcznej, od której odżegnywała się publiczność teatrów i oper. Dla przyciągnięcia tej publiczności Le Film d’art odwoływała się do aktorów i reżyserów teatralnych.

## Popularne produkcje
Najsłynniejszymi filmami były rekonstrukcje historyczne, takie jak Zabójstwo księcia Gwizjusza (L’Assassinat du duc de Guise; scen. Henri Lavedan; 1908), Le Baiser de Judas (reż. Armand Bour, André Calmettes; 1908) i Le Retour d’Ulysse (reż. André Calmettes, Charles Le Bargy; 1909).